# NGC 4051
NGC 4051 est une galaxie spirale intermédiaire relativement rapprochée et située dans la constellation de la Grande Ourse. NGC 4051 a été découverte par l'astronome germano-britannique William Herschel en 1788.

## Caractéristiques
La classe de luminosité de NGC 4051 est II-III et elle présente une large raie HI.

### Distance
Sa vitesse par rapport au fond diffus cosmologique est de 925 ± 16 km/s, ce qui correspond à une distance de Hubble de 13,64 ± 0,98 Mpc (∼44,5 millions d'al).
À ce jour, 22 mesures non basées sur le décalage vers le rouge (redshift) donnent une distance de 13,714 ± 2,903 Mpc (∼44,7 millions d'al), ce qui est à l'intérieur des valeurs de la distance de Hubble. Puisque cette galaxie est relativement rapprochée du Groupe local, cette distance est peut-être plus près de sa distance réelle que la distance de Hubble. Notons que c'est avec la valeur moyenne des mesures indépendantes, lorsqu'elles existent, que la base de données NASA/IPAC calcule le diamètre d'une galaxie.

### Galaxie de Seyfert
NGC 4051 estune galaxie active de type Seyfert 1.

### Luminosité dans l'infrarouge
Sa luminosité dans l'infrarouge lointain (de 40 à 400 µm) est égale à 5,25 × 109 {\displaystyle L_{\odot }} (109,72{\displaystyle L_{\odot }}) et sa luminosité totale dans l'infrarouge (de 8 à 1 000 µm) est de 7,94 × 109 {\displaystyle L_{\odot }} (109,90{\displaystyle L_{\odot }}).

## Morphologie
NGC 4051 a été utilisée par Gérard de Vaucouleurs comme une galaxie de type morphologique SAB(rs)c dans son atlas des galaxies,.
Dans la  bande K infrarouge, NGC 4051 présente une barre centrale longue de plus de 100 secondes d'arc dont l'ellipticité maximale est de 0,62. L'angle de position de celle-ci est de 138°.
Eskridge, Frogel et Pogge ont publié un article en 2002 décrivant la morphologie de 205 galaxies spirales rapprochées. Les observations ont été réalisées dans la bande H de l'infrarouge et dans la bande B (le bleu). Selon Eskridge et ses collègues, NGC 4051 est une galaxie spirale de type SBbc dans la bande B et de type SBb dans la bande H. Elle présente une source nucléaire ponctuelle intégrée dans bulbe elliptique. Le bulbe est traversé par une barre proéminente qui est alignée avec le grand axe du bulbe. La galaxie présente un motif spiral comprenant plusieurs bras, dont les deux bras dominants émergent aux extrémités de la barre. On observe également l'existence de deux bras moins lumineux, l'un débute à l'extrémité ouest du bulbe et l'autre semble se former à partir de la bifurcation du bras principal sud. Les bras sont riches en zones de formation d'étoiles.

## Trou noir supermassif
Selon les auteurs d'un article publié en 2002, la masse du trou noir central de NGC 4051 est de 1,35 x 106{\displaystyle M_{\odot }} (106,13{\displaystyle M_{\odot }}).  
Selon un article publié en 2004 un trou noir supermassif dont la masse est de (1,91 ± 0,78) x 106 {\displaystyle M_{\odot }} se trouve au centre de NGC 4051.
Selon une étude publiée en 2006 et basée sur les mesures de luminosité de la bande K de l'infrarouge proche du bulbe de NGC 4051, on obtient une valeur de 107,4 {\displaystyle M_{\odot }} (25 millions de masses solaires) pour le trou noir supermassif qui s'y trouve.
Selon une étude publié en 2015, la masse du trou noir central de NGC 4051 est 1,64 +0,67
-0,55*106{\displaystyle M_{\odot }}
Selon les auteurs d'un article publié en 2012, la connaissance de la masse d'un trou noir central et du taux d'accrétion par celui-ci permet d'estimer le taux de formation d'étoiles dans la région centrale des galaxies de type Seyfert. Ce taux pour NGC 4151 serait à l'intérieur et à l'extérieur d'un rayon de 1 kpc respectivement de 0,13 {\displaystyle M_{\odot }}/an  et de 0,88 {\displaystyle M_{\odot }}/an
.

## Supernovas
Trois supernovas ont été découvertes dans NGC 4051 : SN 1983I, SN 2003ie et SN 2010br.

### SN 1983I
Cette supernova a été découverte le 8 avril 1983 par Kielkopf et al.. Le type de cette supernova n'a pas été déterminé.

### SN 2003ie
Cette supernova a été découverte le 19 septembre 2003 par l'astronome amateur britannique Ron Arbour. Cette supernova était de type II.

### SN 2010br
Cette supernova a été découverte le 10 avril 2010 par l'astronome amateur biélorusse Vitali Nevski. Cette supernova était de type Ib/c.

## Groupe de NGC 4051 et de M101
Selon A.M. Garcia, la galaxie NGC 4051 fait partie d'un groupe de galaxies qui porte son nom. Le groupe de NGC 4051 compte au moins 19 membres. Les autres membres du groupe sont NGC 3906, NGC 3938, NGC 4096, NGC 4111, NGC 4117, NGC 4138, NGC 4143, NGC 4183, NGC 4218, NGC 4288, NGC 4346, NGC 4389, IC 750, UGC 6805, UGC 6818, UGC 6930, UGC 7089 et UGC 7129.
D'autre part, dans un article publié en 1998, Abraham Mahtessian indique que NGC 4051 fait partie d'un groupe plus vaste qui compte plus de 80 galaxies, le groupe de M101. Plusieurs galaxies de la liste de Mahtessian se retrouvent également dans d'autres groupes décrit par A.M. Garcia, soit le groupe de NGC 3631, le groupe de NGC 4051, le groupe de M109 (NGC 3992), le groupe de NGC 4128, le groupe de M106 (NGC 4258) et le groupe de NGC 5457.
Plusieurs galaxies des six groupes de Garcia ne figurent pas dans la liste du groupe de M101 de Mahtessian. Il y a plus de 120 galaxies différentes dans les listes des deux auteurs. Puisque la frontière entre un amas galactique et un groupe de galaxie n'est pas clairement définie (on parle de 100 galaxies et moins pour un groupe), on pourrait qualifier le groupe de M101 d'amas galactique contenant plusieurs groupes de galaxies.

## Amas de la grande Ourse et superamas de la Vierge
Les groupes de M101 et de NGC 4051 font partie de l'amas de la Grande Ourse, l'un des amas galactiques du superamas de la Vierge.

## Galerie

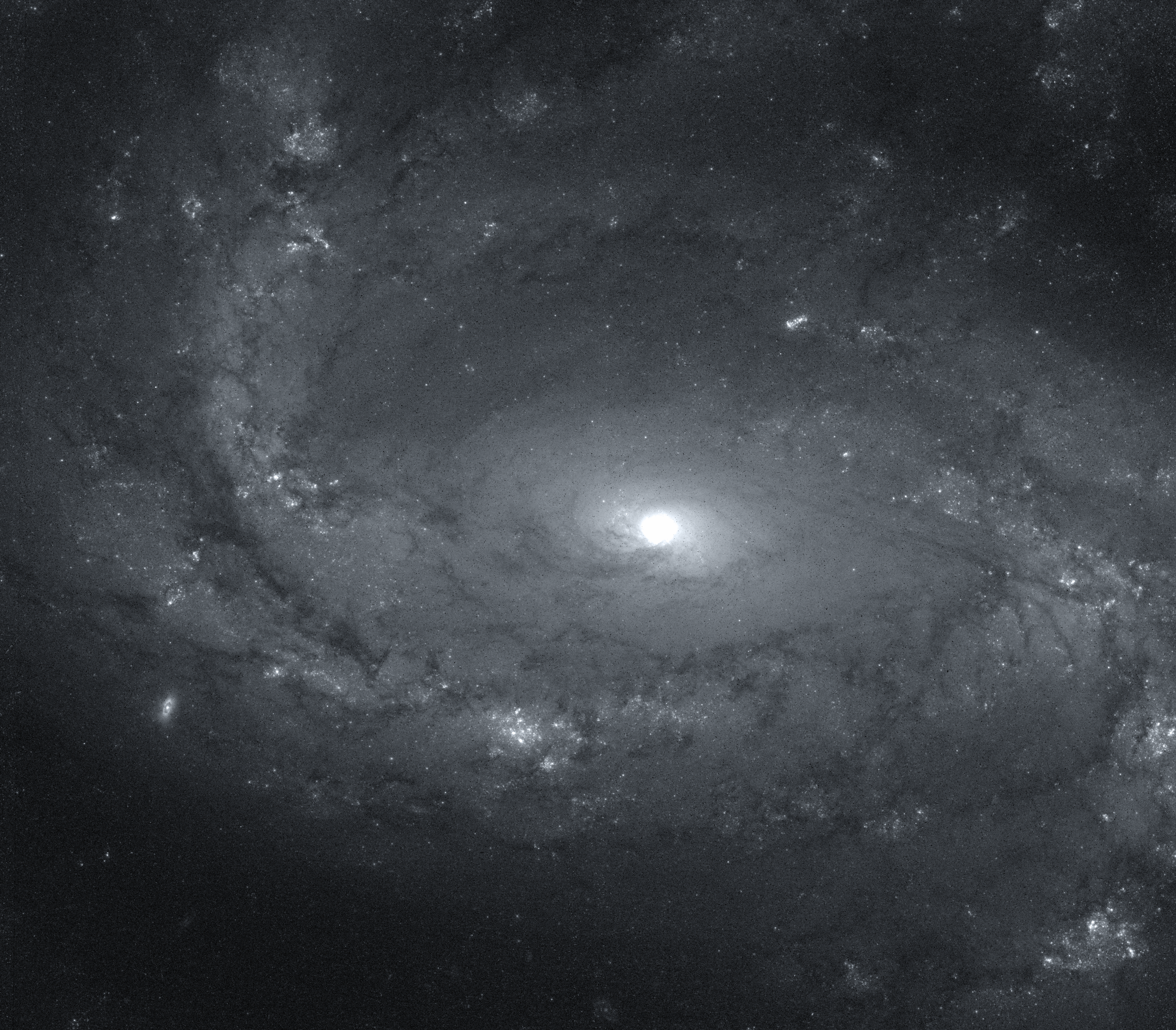
Image de NGC 4051 par le télescope spatial Hubble.
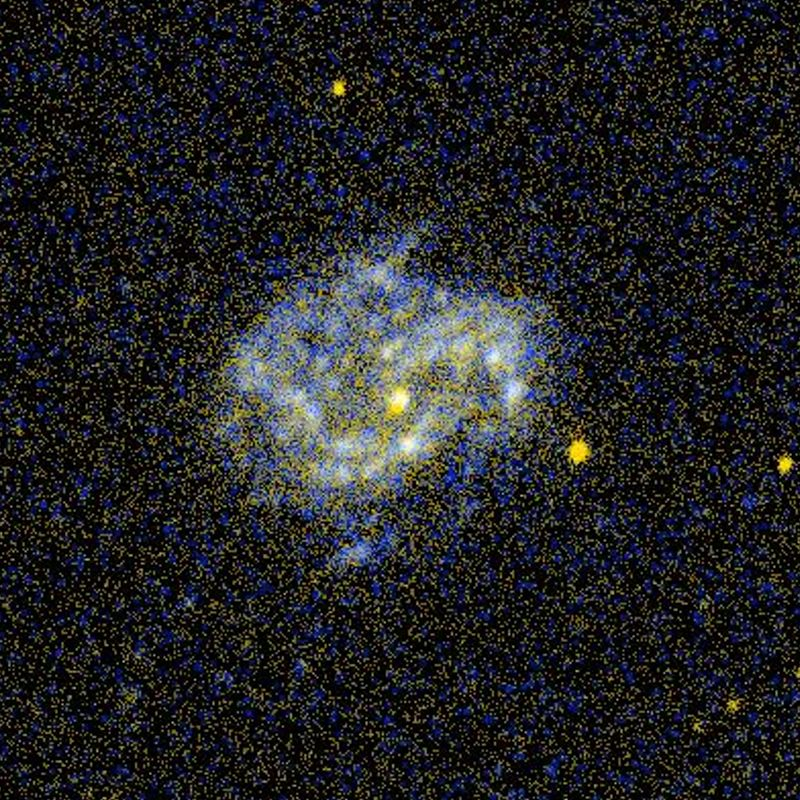
Image de NGC 4051 par GALEX.
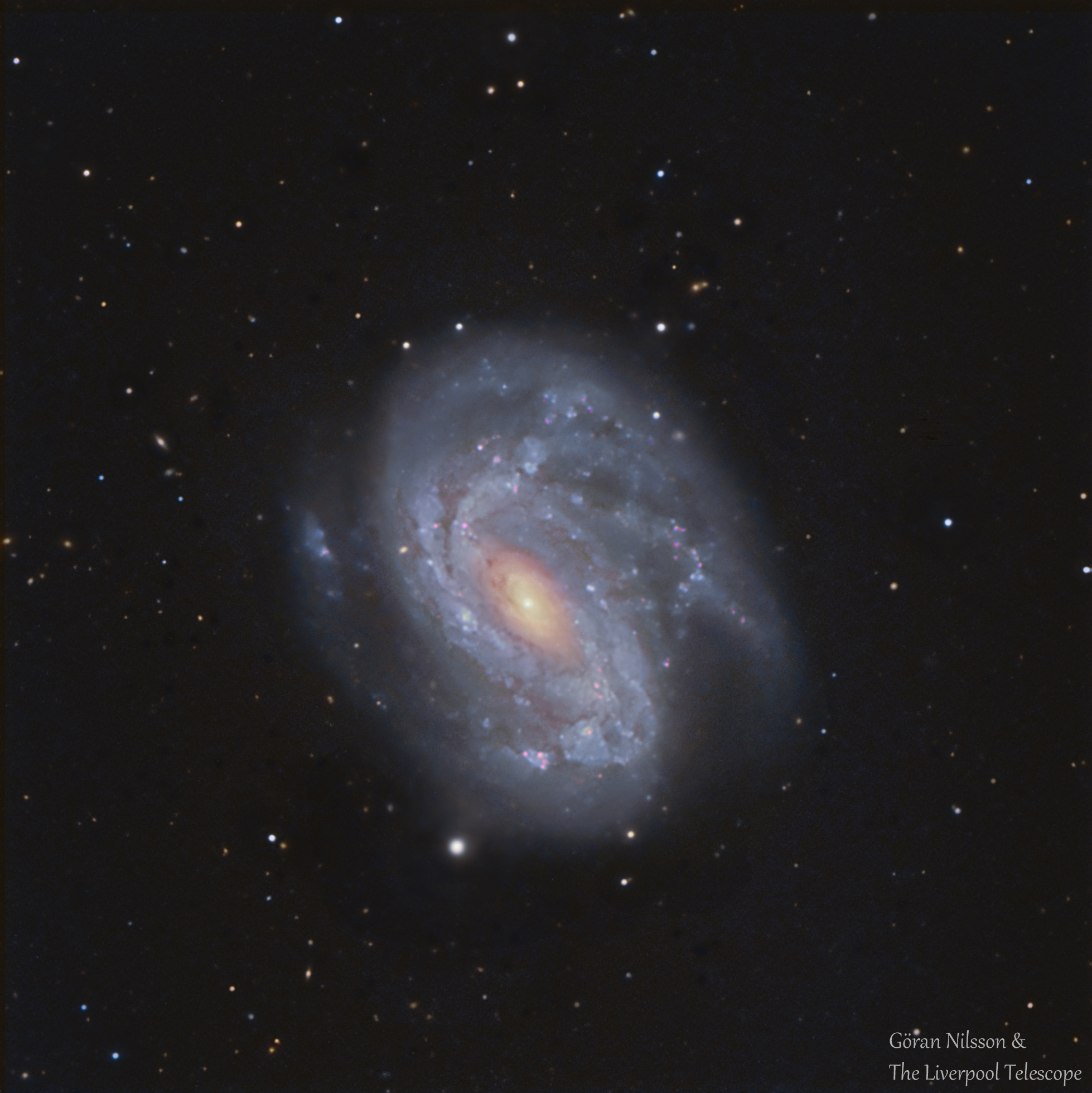
Image RGB de NGC 4051 par le Liverpool Telescope de Garafía, aux Îles Canaries.
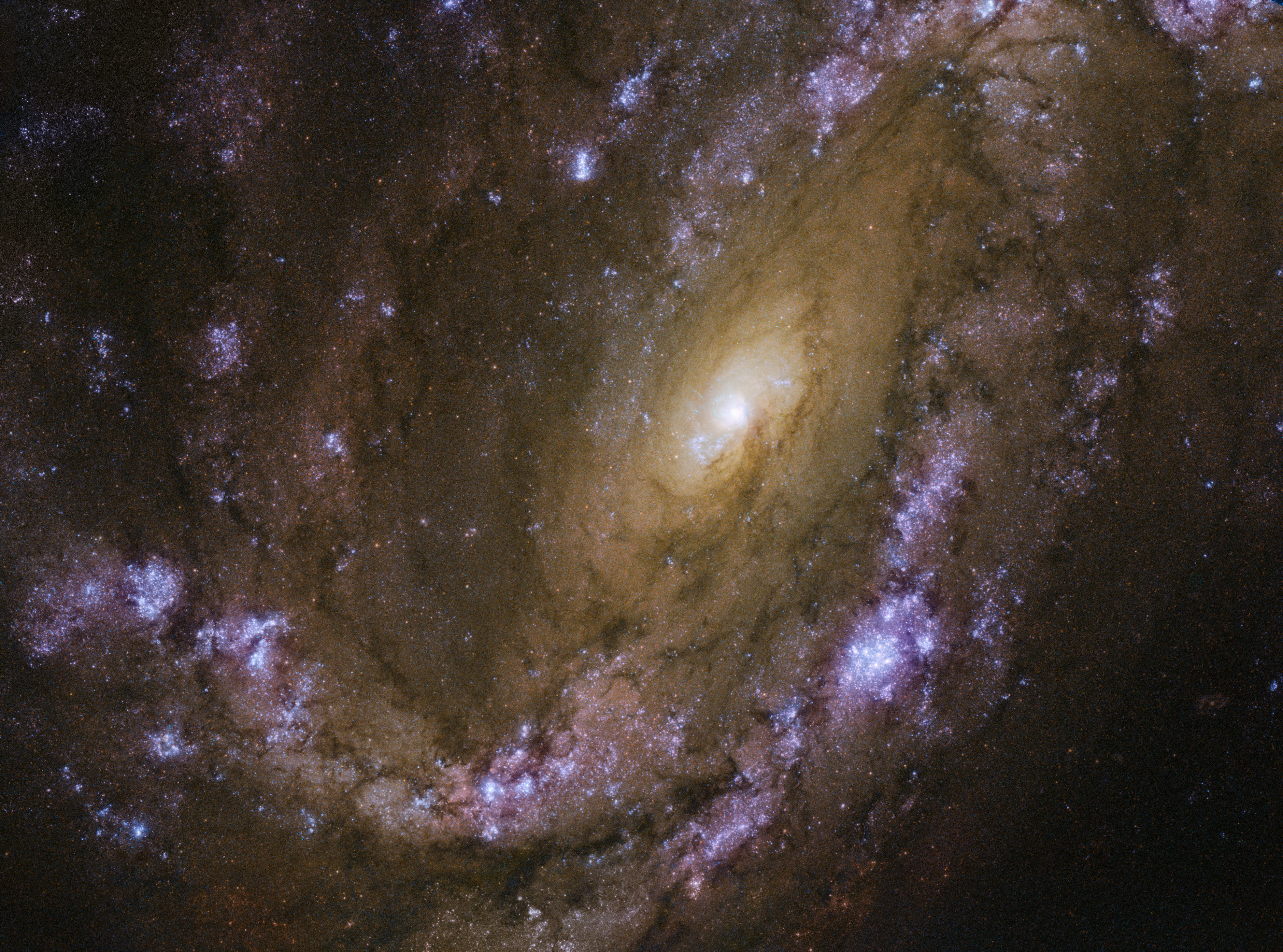
NGC 4051 par le télescope spatial Hubble.